# آدانا
آدانا (به ترکی استانبولی: Adana) (به ارمنی: Ադանա) (به ترکی عثمانی: آطنه) شهری بزرگ در ترکیه که پس از نسل‌کشی ارامنه و قتل‌عام آدانا و محو شدن جمعیت ارمنی آن، رسماً ترک‌نشین شد اما کردها و اقلیتی از عرب‌ها و ارمنی‌های پنهان هم در آن زندگی می‌کنند. آدانا در حال حاضر پنجمین شهر پرجمعیت ترکیه پس از شهرهای استانبول، آنکارا، ازمیر و بورسا است و مرکز استان آدانا است. استان آدانا در سرشماری سال ۲۰۱۳؛ ۲٬۱۶۵٬۵۹۵ نفر جمعیت داشته‌است. مرکز شهر آدانا تا دریای مدیترانه ۳۰ کیلومتر فاصله دارد و بر روی رود سیهان قرار دارد.

## ریشه‌جویی
با توجه به منابع مختلف نام این شهر در زمان امپراتوری هیتی نهاده شده‌است.

## تاریخچه

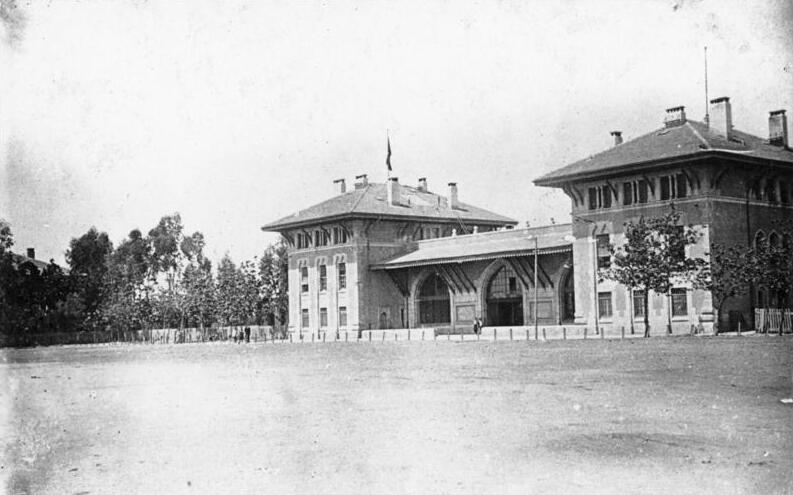
نمایی از راه‌آهن بغداد

آدانا بیش از ۳٫۰۰۰ سال قدمت دارد. در منطقه تپه‌باغ دیواری وجود دارد که تاریخ آن به دوران نوسنگی بازمی‌گردد، منطقه چوکوروا یکی از کهن‌ترین منطقه‌های ترکیه است.

### تاریخ باستانی
قدمت باستانی آن به دوران ۶٫۰۰۰ سال پ. م می‌رسد که در آن دوران در حاشیه‌های رود سیهان و جیهان زندگی می‌کردند.

### قرون وسطا
در قرون وسطا در سده ۷ میلادی این شهر توسط اعراب مسلمان فتح شد. نام این شهر بر اساس منابع عربی از کلمهٔ یونانی Yazene می‌آید.

### قتل‌عام آدانا
بر اساس برخی از منابع تاریخی و به گفتهٔ بعضی مورخان، بخشی از نسل‌کشی ارامنه در این شهر اتفاق افتاده‌است که از آن با عنوان قتل‌عام آدانا یاد می‌کنند. به گفتهٔ بعضی از این منابع، در طی این قتل‌عام ۳۰٬۰۰۰ ارمنی و ۱٬۳۰۰ آشوری به قتل رسیده‌اند.

## جغرافیا
از شرق تا غرب آدانا ۱۰۰ کیلومتر فاصله دارد. آدانا پنجمین متروپلیتین ترکیه بوده که یک مرکز تجاری و فرهنگی پیشرو در سطح کشور است. آدانا در ناحیه آناتولی در جنوب کشور و ساحل دریای مدیترانه است. آدانا در مختصات ۳۶°۳۰–۳۸°۲۵ شمالی و ۳۴°۴۸–۳۶°۴۱ جنوبی قرر دارد.

### آب و هوا
آدانا، دارای آب و هوای معمولی مدیترانه‌ای است. زمستانهای معتدل و تابستان بارانی گرم و خشک است. بیشترین دمای ثبت شده ۵۳ درجه سانتیگراد در ۱۲ ژوئن ۲۰۱۲ با ۴۵٫۷ درصد رطوبت به ثبت رسیده‌است. نیز سردترین دمای ثبت شده در آدانا در ۲۸ ژانویه ۲۰۱۲ با منفی ۶٫۳ درجه سانتیگراد بوده‌است.
| داده‌های اقلیم Adana                                     | داده‌های اقلیم Adana | داده‌های اقلیم Adana | داده‌های اقلیم Adana | داده‌های اقلیم Adana | داده‌های اقلیم Adana | داده‌های اقلیم Adana | داده‌های اقلیم Adana | داده‌های اقلیم Adana | داده‌های اقلیم Adana | داده‌های اقلیم Adana | داده‌های اقلیم Adana | داده‌های اقلیم Adana | داده‌های اقلیم Adana |
| ماه                                                     | ژانویه              | فوریه               | مارس                | آوریل               | مه                  | ژوئن                | ژوئیه               | اوت                 | سپتامبر             | اکتبر               | نوامبر              | دسامبر              | سال                 |
| ------------------------------------------------------- | ------------------- | ------------------- | ------------------- | ------------------- | ------------------- | ------------------- | ------------------- | ------------------- | ------------------- | ------------------- | ------------------- | ------------------- | ------------------- |
| سابقهٔ بیش‌ترین °C (°F)                                   | ۲۳٫۰ (۷۳)           | ۲۵٫۰ (۷۷)           | ۳۲٫۰ (۹۰)           | ۳۷٫۵ (۱۰۰)          | ۴۰٫۶ (۱۰۵)          | ۴۱٫۳ (۱۰۶)          | ۴۴٫۰ (۱۱۱)          | ۴۳٫۸ (۱۱۱)          | ۴۳٫۲ (۱۱۰)          | ۳۹٫۴ (۱۰۳)          | ۳۳٫۳ (۹۲)           | ۳۰٫۸ (۸۷)           | ۴۴ (۱۱۱)            |
| میانگین بیش‌ترین °C (°F)                                 | ۱۵٫۱ (۵۹)           | ۱۶٫۲ (۶۱)           | ۱۹٫۶ (۶۷)           | ۲۳٫۸ (۷۵)           | ۲۸٫۲ (۸۳)           | ۳۱٫۷ (۸۹)           | ۳۳٫۷ (۹۳)           | ۳۴٫۵ (۹۴)           | ۳۳٫۱ (۹۲)           | ۲۹٫۱ (۸۴)           | ۲۲٫۴ (۷۲)           | ۱۶٫۷ (۶۲)           | ۲۵٫۳۴ (۷۷٫۶)        |
| میانگین روزانه °C (°F)                                  | ۹٫۷ (۴۹)            | ۱۰٫۸ (۵۱)           | ۱۳٫۶ (۵۶)           | ۱۷٫۵ (۶۴)           | ۲۱٫۵ (۷۱)           | ۲۵٫۳ (۷۸)           | ۲۷٫۹ (۸۲)           | ۲۸٫۰ (۸۲)           | ۲۵٫۷ (۷۸)           | ۲۱٫۲ (۷۰)           | ۱۵٫۶ (۶۰)           | ۱۱٫۳ (۵۲)           | ۱۹٫۰۱ (۶۶٫۱)        |
| میانگین کم‌ترین °C (°F)                                  | ۵٫۵ (۴۲)            | ۶٫۱ (۴۳)            | ۸٫۶ (۴۷)            | ۱۲٫۳ (۵۴)           | ۱۶٫۱ (۶۱)           | ۲۰٫۲ (۶۸)           | ۲۳٫۶ (۷۴)           | ۲۳٫۸ (۷۵)           | ۲۰٫۸ (۶۹)           | ۱۶٫۳ (۶۱)           | ۱۰٫۸ (۵۱)           | ۷٫۱ (۴۵)            | ۱۴٫۲۷ (۵۷٫۵)        |
| سابقهٔ کم‌ترین °C (°F)                                    | −۸٫۱ (۱۷)           | −۶٫۴ (۲۰)           | −۳٫۶ (۲۶)           | −۱٫۳ (۳۰)           | ۵٫۶ (۴۲)            | ۱۲٫۶ (۵۵)           | ۱۶٫۸ (۶۲)           | ۱۴٫۸ (۵۹)           | ۱۰٫۹ (۵۲)           | ۴٫۸ (۴۱)            | −۱٫۰ (۳۰)           | −۳٫۵ (۲۶)           | −۸٫۱ (۱۷)           |
| بارندگی میلی‌متر (اینچ)                                  | ۱۰۸٫۷ (۴٫۲۸)        | ۸۸٫۱ (۳٫۴۷)         | ۶۶٫۹ (۲٫۶۳)         | ۵۸٫۲ (۲٫۲۹)         | ۴۶٫۲ (۱٫۸۲)         | ۲۱٫۵ (۰٫۸۵)         | ۱۱٫۹ (۰٫۴۷)         | ۱۰٫۲ (۰٫۴)          | ۱۵٫۶ (۰٫۶۱)         | ۴۲٫۷ (۱٫۶۸)         | ۸۱٫۰ (۳٫۱۹)         | ۱۳۹٫۱ (۵٫۴۸)        | ۶۹۰٫۱ (۲۷٫۱۷)       |
| میانگین روزهای بارانی                                   | ۱۰٫۱                | ۱۰٫۴                | ۱۰٫۰                | ۹٫۴                 | ۶٫۶                 | ۲٫۹                 | ۱٫۰                 | ۰٫۷                 | ۲٫۶                 | ۵٫۶                 | ۷٫۲                 | ۱۰٫۸                | ۷۷٫۳                |
| درصد رطوبت                                              | ۶۰                  | ۵۹                  | ۵۶                  | ۵۹                  | ۵۹                  | ۶۱                  | ۶۰                  | ۶۰                  | ۵۵                  | ۴۹                  | ۵۰                  | ۶۰                  | ۵۷٫۳                |
| میانگین روزانه ساعت‌های تابش آفتاب                       | ۱۴۵٫۷               | ۱۴۵٫۶               | ۱۷۹٫۸               | ۲۰۷                 | ۲۸۲٫۱               | ۳۱۵                 | ۳۲۸٫۶               | ۳۱۶٫۲               | ۲۶۴                 | ۲۲۳٫۲               | ۱۷۱                 | ۱۳۹٫۵               | ۲٬۷۱۷٫۷             |
| منبع شماره ۱: Devlet Meteoroloji Isleri Genel Mudurlugu |                     |                     |                     |                     |                     |                     |                     |                     |                     |                     |                     |                     |                     |
| منبع شماره ۲: Climate and Temperature                   |                     |                     |                     |                     |                     |                     |                     |                     |                     |                     |                     |                     |                     |

## مردم

### ایرانیان و افغان‌های مقیم آدانا
برحسب آمار بی‌بی‌سی فارسی در آذرماه ۱۳۹۱، در آدانا ۳٬۰۰۰ نفر ایرانی و ۲٬۵۰۰ نفر افغانی زندگی می‌کنند که اغلب نیز پناهجوی سازمان ملل هستند. ایرانیان آدانا بیشتر مسیحیاند و تعداد قابل توجهی بهایی و تعدادی مسلماناند. در آدانا یک کلیسای رسمی فارسی‌زبان نیز وجود دارد.

## اقتصاد
این منطقه غنی از مواد معدنی از جمله، کروم، آهن، منگنز، سرب و روی است.

## ترابری

### مترو
متروی آدانا در سال ۲۰۰۹ تأسیس شده و هم‌اکنون دارای ۱ خط و ۱۳ ایستگاه است.

## فرهنگ

### غذا
آدانا کبابی یکی از مشهورترین غذاها در بین ترکیه‌ایی‌ها و گردشگران خارجی است که برگرفته از سنت دیرینه این شهر است.
آدانا کباب، غذایی شبیه کوبیدهٔ ایرانی است منتهی با فلفل فراوان، اگر به غذاهای تند علاقه‌ایی ندارید قیدش را بزنید یا بگویید تا فلفل کمتری به آن بزنند.

### معماری

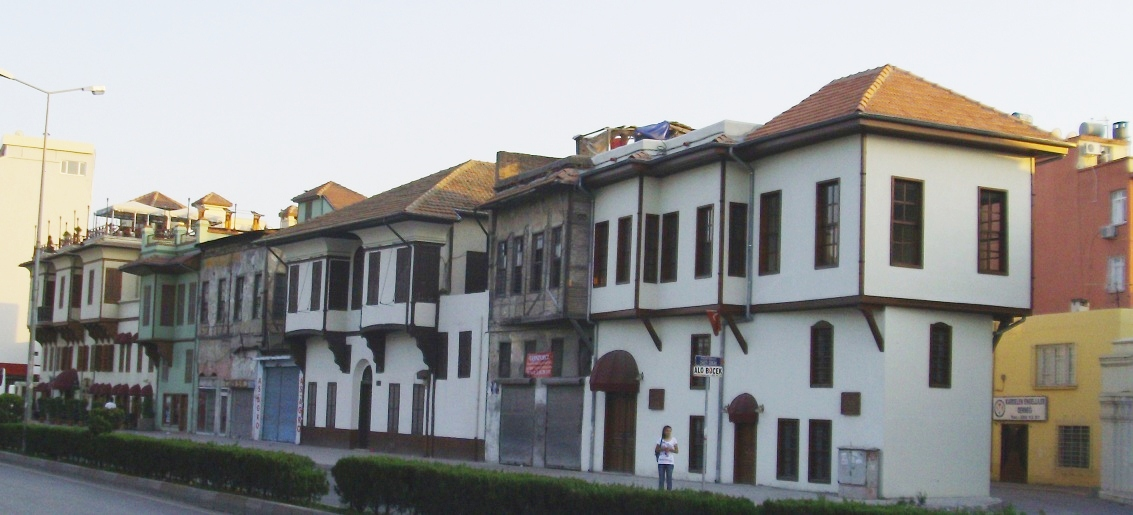
خانه‌های تپه‌باغ

کهنه‌ترین تاریخ معماری آدانا در تپه‌باغ حاضر است که به دوران نوسنگی بازمی‌گردد. در روبه‌روی تپه‌باغ به فراز رود سیهان نیز پلی سنگی تاریخی به نام (به ترکی: Taşkoprü) تاش‌کپرو، Taş به معنی سنگ و Koprü به معنی پل است؛ وجود دارد. در دوران عثمانی محلهٔ ارمنی‌نشین ثروتمندی پدیدار شد، تاریخ معماری مدارس و خانه‌های سنگی ارمنی در تپه‌باغ، در شهر است.
1. کلیسای کودک در آدانا یک کلیسای قدیمی در شهر آدانا است.[۱۲]

### مساجد

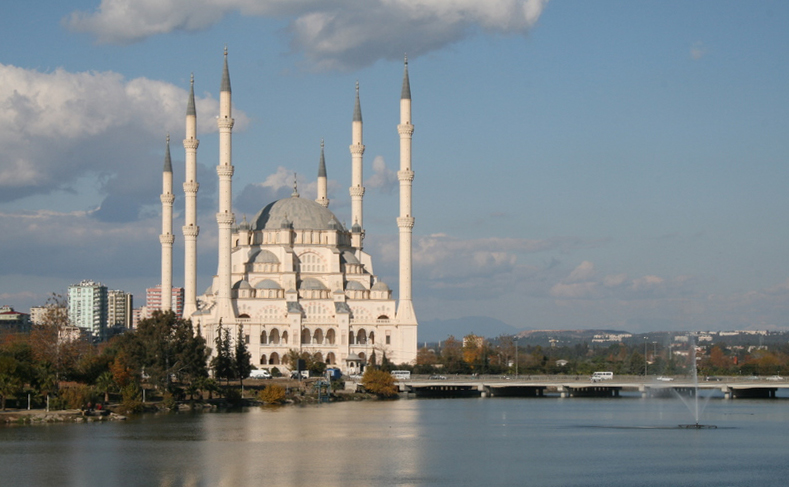
مسجد مرکزی سابانجی

مسجد مرکزی سابانجی بزرگ‌ترین مسجد شهر آدانا بوده که در سال ۱۹۹۸ به دست حاجی سابانجی ساخته شده‌است.
کلیسای سنت‌پاول جیمز در سال ۱۵۰۱ به دستور رمضان‌اغلو تبدیل به مسجد یاق شد.
در سده ۱۹ میلادی در این شهر چهار کلیسا وجود داشت: ۲ ارمنی، ۱ یونانی و ۱ یک لاتین. کلیسای ببکلی در ۱۸۷۰–۱۹۱۵ ساخته شده‌است به عنوان یک کلیسای ارمنی مورد استفاده قرار گرفت، ولی هم‌اکنون به دست مسیحیان کاتولیک قرار گرفته‌است؛ و اکنون یک کلیسای فارسی‌زبان نیز وجود دارد.

### باغ‌ها و پارک‌ها

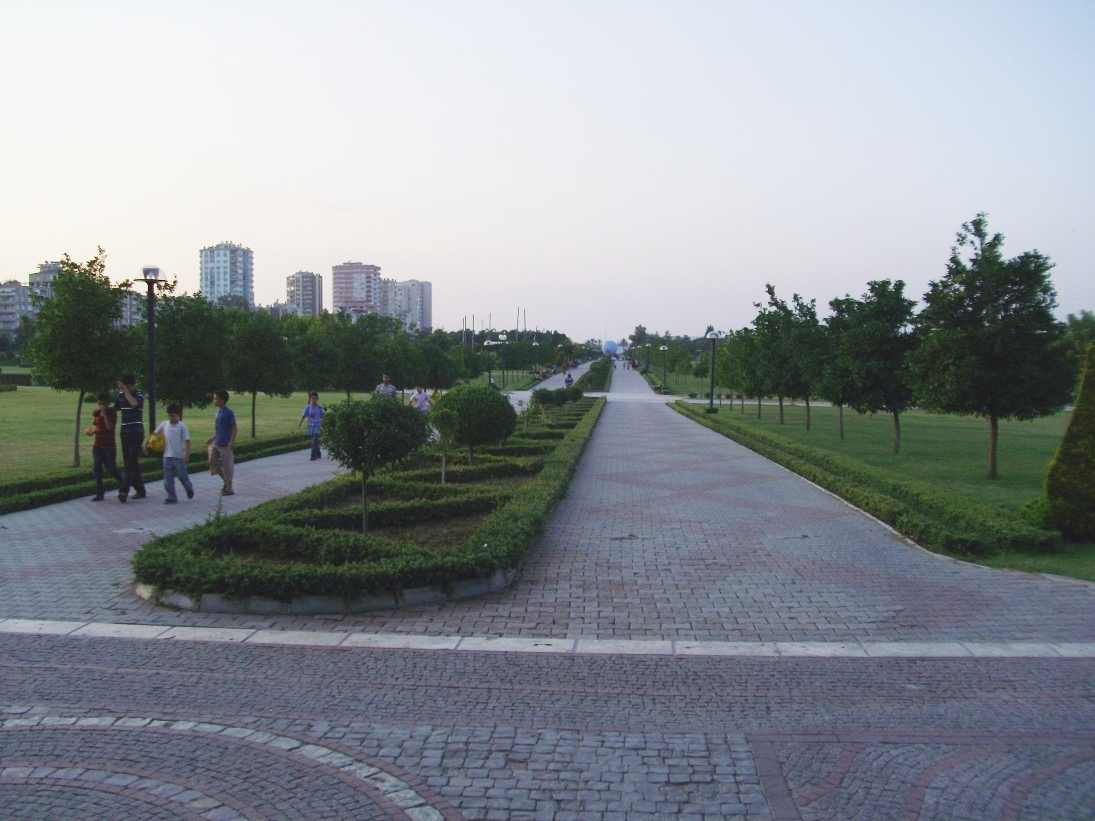
پارک مرکزی در آدانا

پارک مرکزی در دو طرف رود سیهان در شمال مسجد سابانجی، با مساحت ۳۳ هکتار واقع شده‌است.